# Неџарићи
Неџарићи су једно од сарајевских насеља. Налазе се у општини Нови Град.

## Географија
Насеље Неџарићи је лоцирано у западном дијелу Сарајева, испод брда Мојмило, на путу ка Илиџи. Окружено је насељима Алипашино поље, Сарај поље (до рата Војничко поље), Добриња и аеродромом Сарајево.

## Историја
Насељено мјесто Неџарићи је укинуто 1962. године и припојено насељу Сарајево.
За вријеме рата у БиХ, дуж Неџариће је пролазила линија фронта. Послије потписивања Дејтонског споразума, цијело насеље је припало Федерацији БиХ. Срби који су живјели у дијелу Неџарића који је до Дејтонског споразума припадао Српском Сарајеву, у фебруару и марту 1996. иселили су се из насеља.

## Архитектура
Неџарићи су препознатљиви по два студентска дома који су изграђени током 1970их и 1980их. Поред студентских домова, овде се налазила зграда новинско-издавачке куће Ослобођење. Данас је она власништво издавачке куће Аваз, у оквиру које се налази хотел Радон плаза. У насељу се налази Основна школа „Алекса Шантић” и Дом за заштиту старих особа.

## Становништво
| Неџарићи           |       |
| година пописа      | 1961. |
| Срби               | 685   |
| Хрвати             | 215   |
| Југословени        | 101   |
| Муслимани          | 72    |
| Албанци            | 8     |
| Црногорци          | 5     |
| Словенци           | 1     |
| остали и непознато | 7     |
| укупно             | 1.094 |

| Демографија | Демографија | Демографија |
| Година      | Становника  | Становника  |
| ----------- | ----------- | ----------- |
| 1961.       | 1.094       |             |